# Dixie (condado de Harrison)
Dixie es un área no incorporada ubicada en el condado de Harrison (Virginia Occidental), Estados Unidos. Está registrada en el Servicio Geológico de Estados Unidos con fecha de entrada del 13 de septiembre de 1996.
El número de identificación asignado por el Sistema de Información de Nombres Geográficos es 1956492.

## Geografía
Se encuentra a una altitud de 295 m s. n. m. (968 pies) según el Servicio Geológico.